# Await
У програмуванні, await — особливість, яка була впроваджена у C# 5.0, C++20, Python 3.5, Hack, Dart, Kotlin 1.1, експериментальному доповненні для Scala, «нічній» збірці Rust, і в нещодавніх версіях JavaScript. Вона дозволяє здійснити виклик асинхронного методу схожим чином, як викликаються звичайні, синхронні методи.

## Базові операції
Все, що роблять ключові слова async та await, є коригуванням коду під час компіляції. Для цього використовується клас Task, який зберігає стан операції.
Приклад коду, в якому використовується await:
```
public
 
async
 
Task
<
int
>
 
FindPageSize
(
Uri
 
uri
)

{

    
var
 
data
 
=
 
await
 
new
 
WebClient
().
DownloadDataTaskAsync
(
uri
);

    
return
 
data
.
Length
;

}

```

Тут завантажується URI та повертається його довжина. Ключове слово «async» вказує компілятору, що можна переорганізувати код всередині методу, щоб дозволити відкладати відмічені виклики й обгортати їхні результати в Task. Результатом функції FindPageSize є об'єкт типу Task<int> — це означає, що функція повертає ціле число, але воно може бути неготовим для використання, щойно керування повернулося з FindPageSize — на нього потрібно «зачекати».
Тому компілятор може скорегувати цей код до такого вигляду:
```
public
 
Task
<
int
>
 
FindPageSize
(
Uri
 
uri
)

{

    
var
 
data_task
 
=
 
new
 
WebClient
().
DownloadDataTaskAsync
(
uri
);

    
var
 
after_data_task
 
=
 
data_task
.
ContinueWith
((
original_task
)
 
=>
 
{

        
return
 
original_task
.
Result
.
Length
;

    
});

    
return
 
after_data_task
;

}

```

async у сигнатурі методу дозволяє корегування коду з використанням Task і ContinueWith при кожному використанні await. Компілятор не змінить код, якщо await не використовується (C# видає попередження), а метод не буде асинхронним.
Task можна використовувати незалежно від await. «await» є синтаксичним цукром для спрощення роботи кінцевого користувача. Тобто, при кожному використанні await решта коду, що використовує результат асинхронної функції, обгортається у блок ContinueWith.
Також, в асинхронному методі не обов'язково використовувати await. При виклику асинхронної функції без використання await задача виконуватиметься у фоновому режимі. Змінну типу Task, яку повернула функція, можна використовувати для отримання інформації про стан завдання. Таким чином, можна запустити кілька асинхронних задач одночасно, зберегти їх у списку й отримати результат, передавши його до Task.WhenAll(). Це дозволяє їм усім виконуватися одночасно, а потім просто очікує на виконання всіх задач. Це може бути набагато ефективніше за очікування завершення кожної з них. Наприклад, виконуючи 10 мережевих запитів, якщо розпочати їх усі одночасно (а не послідовно, використовуючи await), а потім очікувати виклик WhenAll, це може призвести до паралельного виконання всіх мережевих запитів.

## В С#
До сьомої версії С# асинхронні методи обов'язково мають повертати void, Task, або Task<T>. Потім цей список поповнився іншими типами на кшталт ValueTask<T>. Асинхронні методи, які нічого не повертають, призначені для обробників подій. У більшості випадків результат асинхронного методу, який нічого не повертає, рекомендується позначати як Task, а не void, так як це сприяє інтуїтивному керуванню виключеннями.
Сигнатуру методів, що використовують await, треба позначати за допомогою async. У методах, які повертають змінні типу Task<T> та позначені асинхронними, має повертатися змінна типу T, а не Task<T>. Компілятор обгортає значення в Task<T>. Також передбачена можливість виклику функцій, які повертають задачу, через await, навіть якщо вони не позначені асинхронними.
Наведений нижче асинхронний метод, завантажує дані із URL використовуючи await.
```
public
 
async
 
Task
<
int
>
 
SumPageSizesAsync
(
IList
<
Uri
>
 
uris
)

{

    
int
 
total
 
=
 
0
;

    
foreach
 
(
var
 
uri
 
in
 
uris
)
 
{

        
statusText
.
Text
 
=
 
string
.
Format
(
"Found {0} bytes ..."
,
 
total
);

        
var
 
data
 
=
 
await
 
new
 
WebClient
().
DownloadDataTaskAsync
(
uri
);

        
total
 
+=
 
data
.
Length
;

    
}

    
statusText
.
Text
 
=
 
string
.
Format
(
"Found {0} bytes total"
,
 
total
);

    
return
 
total
;

}

```

## В C++
В C++, await (який називається co_await в C++) був офіційно долучений до  стандарту C++20; також компілятори MSVC та Clang вже підтримують co_await.

## В JavaScript
Оператор await в JavaScript може використовуватися лише в функції, що відмічена ключовим словом async. Якщо параметр є Promise-ом, виконання async-функції відновиться, коли Promise буде вирішено(resolved). Якщо Promise буде відхилий(rejected) - в цьому випадку буде викинута помилка, яка може бути оброблена з використанням звичайного сценарію виключення JavaScript. Якщо параметр не є Promise-ом, сам параметр буде повернуто негайно.
Багато бібліотек надають повертають Promise-об'єкти, які також можуть використовуватися в очікуванні, якщо вони узгоджуються з специфікацією для власних Promise-об'єктів JavaScript. Проте обіцянки з бібліотеки jQuery не були сумісними з власними Promis-об'єктами на рівні A+ аж до версії jQuery 3.0.
Приклад (взято з цієї статті):
```
async
 
function
 
createNewDoc
()
 
{

  
let
 
response
 
=
 
await
 
db
.
post
({});
 
// post a new doc

  
return
 
await
 
db
.
get
(
response
.
id
);
 
// find by id

}

async
 
function
 
main
()
 
{

  
try
 
{

    
let
 
doc
 
=
 
await
 
createNewDoc
();

    
console
.
log
(
doc
);

  
}
 
catch
 
(
err
)
 
{

    
console
.
log
(
err
);

  
}

}()

```